# Förlossning
Förlossning eller födsel är den process då en kvinna föder fram ett barn från livmodern och utgör avslutningen på en graviditet. Kvinnan eller mamman är den som genomgår en förlossning, medan det barnet genomgår en födsel. Detta sker i genomsnitt 270 dagar (38 veckor och 4 dagar) efter befruktningen, eller 284 dagar (40 veckor och 4 dagar) efter senaste menstruationens första dag (det är den senare definitionen som regelmässigt används och gör att man talar om en graviditet på 9 månader). Enbart 4,5 procent av alla barn föds på den beräknade förlossningsdagen. Drygt 87 procent föds någon gång mellan graviditetsvecka 38 till och med graviditetsvecka 41.

## Förlossningsprocessen

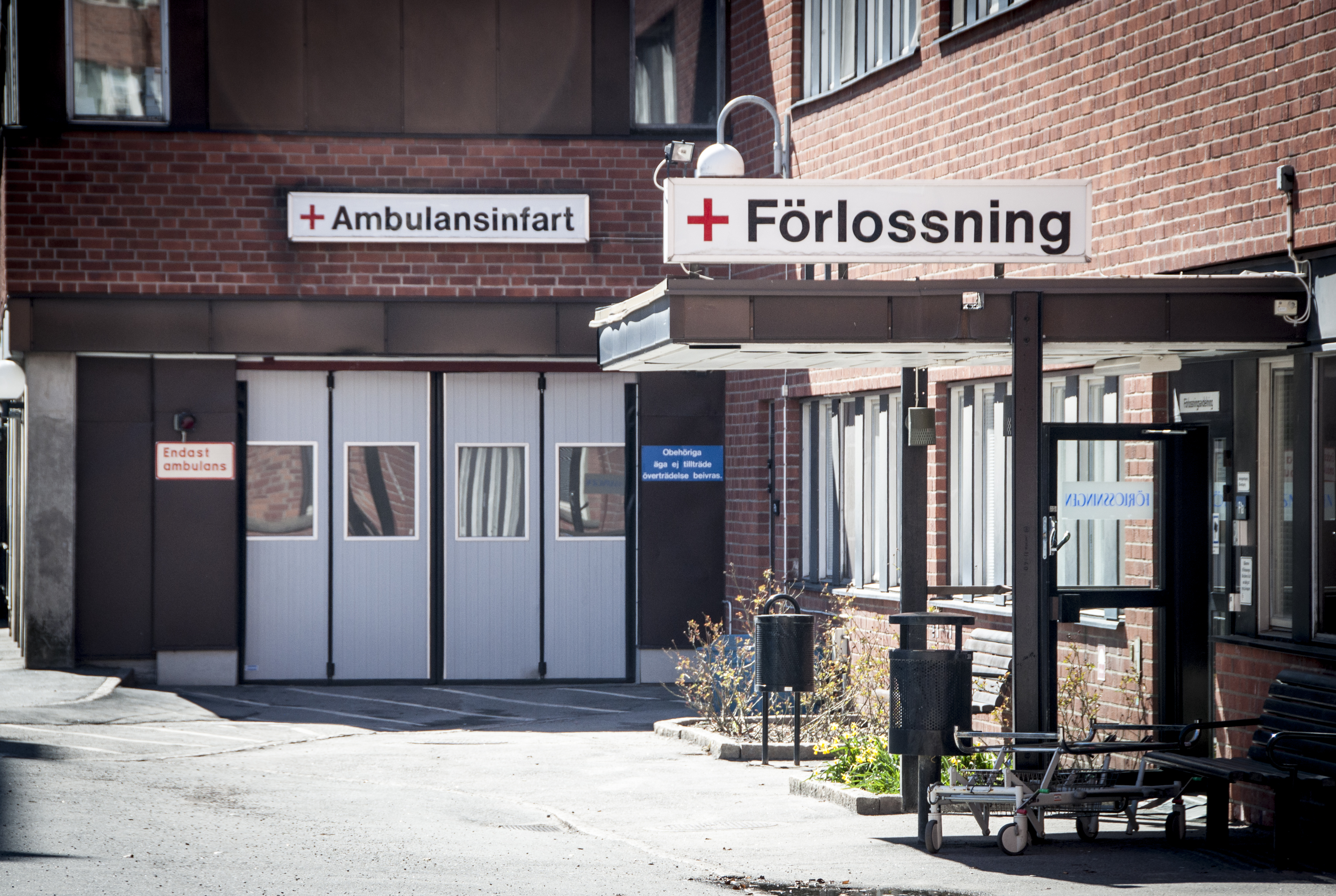
Förlossningsmottagning

### Före förlossningen
De viktigaste delarna av händelseförloppet som sker före förlossningen är följande:
- Värkar - Livmoderväggens glatta muskelcellers rytmiska kontraktioner stimuleras som följd av att livmodern växer. Precis före en förlossning ökar också utsöndringen av östrogen, vilket också stimulerar denna rytmiska kontraktion av dessa glatta muskelceller. Vanligtvis balanseras östrogenets stimulerande effekt på dessa muskelceller av hormonet progesteron, som hämmar kontraktionen av dessa muskelceller. Precis innan förlossningen avtar dock utsöndringen av progresteron och utsöndringen av östrogen ökar.
- Oxytocin frisätts från hypofysens baklob, som förstärker värkarna. Oxytocin ökar både frekvensen och kraften på kontraktionerna, vilket ökar värkarna. Den ökade utsöndringen av östrogen bidrar också till att muskelcellerna påverkas starkare av oxytocin.
- Produktionen av prostaglandiner ökas, vilket förstärker värkarna. Prostaglandiner utsöndring stimuleras av östrogen och oxytocin, som stimulerar muskelkontraheringen i livmodern.
- Fostrets huvud pressas mot livmoderhalsen, som följd av att muskelkontraktionerna i livmoderväggen blir kraftigare under 3–4 veckor före förlossningen.

### Vaginal förlossning
När förlossningen startar kommer värkarna med intervaller mellan 10 och 15 minuter, vilka gradvis ökar i frekvens och intensitet. Till slut brister vanligen fosterhinnorna, vilket följs av att fostervattnet rinner ut. Muskelkontraheringarna i livmodern pressar sedan fostret mot livmoderhalsen och när denna är tillräckligt vidgad pressas fostret ut ur livmodern, genom vagina och ut ur moderns kropp.
Efter förlossningen pressar en serie muskelkontraktioner ut moderkakan (placenta), varvid modern förlorar cirka 200 ml blod.
Vaginal förlossning delas vanligtvis in i tre delar:
1. Öppningsskedet, som varar i 12–18 timmar för förstföderskor och något kortare för kvinnor som tidigare fött barn. Det är under denna fas som livmoderhalsen vidgas och fosterhinnorna brister, så att fostervattnet rinner ut.
2. Utdrivningsskedet, som pågår ett par timmar för förstföderskor och något kortare för kvinnor som tidigare fött barn.
3. Efterbördsskedet, som vanligtvis varar i cirka 15 minuter upp till en timma. Det är under detta skede som placenta krystas ut.

### Kroppsställningar
Att föda huksittande är den mest naturliga förlossningsställningen, eftersom den dra fördel av tyngdlagen till att pressa ut barnet ur livmodern. Den blev dock genom inflytande från Ludvig XIV allt ovanligare, eftersom den franske kungen tydligare ville se hur hans totalt 22 barn kom till världen. Först på senare år har andra kroppsställningar som huksittande eller stående på alla fyra åter blivit vanligare. Här listas olika kroppsställningar för den blivande modern:
- Ryggläge med upphöjt huvud
- Sidläge
- Huksittande
- På alla fyra
- Knäböjande

### Kejsarsnitt
Vidare läsning: Kejsarsnitt
Kejsarsnitt är ett kirurgiskt ingrepp där barnet lyfts ut ur livmodern efter att läkaren gjort ett snitt i livmoder och mage. Anledningar till att välja kejsarsnitt är vanligen att vaginal förlossning inte är möjlig eller önskvärd, exempelvis då modern har havandeskapsförgiftning, eller att barnet mår dåligt eller inte ligger med huvudet nedåt i livmodern.

### Förlossningsbristningar
Det är ganska vanligt, särskilt hos kvinnor som föder för första gången, att det uppstår lindriga bristningar i bäckenbotten, framför allt i huden och slemhinnan i slidan och mellangården. Detta sys ofta under lokalbedövning av barnmorska och läker därefter oftast väl. En systematisk översikt från SBU har visat att risken för bristningar minskar om barnmorskan håller emot barnets huvud med handen samt eventuellt även stödjer mellangården med andra handen.  
Det är viktigt att kvinnans bäckenbotten alltid blir ordentligt undersökt efter förlossningen. En mindre andel av kvinnor som föder vaginalt får en skada på ändtarmens ringmuskel. Sådana bristningar ska sys av en läkare på operationsavdelning. Ännu en SBU-översikt av forskningen visar att fler förlossningsbristningar kan upptäckas i tid, så att de kan åtgärdas effektivt, om det är två personer i stället för en som undersöker kvinnan efter förlossningen, samt om ultraljudsundersökning via ändtarmen används som tillägg till vanlig undersökning.
Kvinnor som har fått förlossningsbristningar upplever att de återhämtar sig bättre om de får ett professionellt bemötande med information som är individuellt anpassad.

### Förlossningsrädsla
Många kan känna viss oro och rädsla under graviditeten eller inför förlossning. Både intensiteten och skälen till rädslan varierar och den kan dessutom yttra sig olika. Hos några blir den så stark att det präglar hela tillvaron. Rädslan kan gälla att tappa kontrollen under förlossningen eller att inte bli lyssnad på, eller den kan handla om förlossningssmärta, bristningar i underlivet, att någon tidigare negativ förlossningsupplevelse ska upprepas eller att barnet ska ta skada. Det ingår i mödrahälsovårdens uppdrag att identifiera sådana känslor.
Om oron och rädslan blir så intensiv att den allvarligt stör det dagliga livet beskrivs tillståndet som svår förlossningsrädsla. Förekomsten i Sverige av olika former av svår förlossningsrädsla har angetts till 14 procent. En forskningsöversikt som har gjorts av SBU visar att visuella analogskalor (VAS) där kvinnan anger på en skala hur stark rädsla hon upplever, verkar fånga upp de flesta fall av svår rädsla som behöver undersökas närmare. Metoden inte lika säkra besked när det gäller att utesluta tillståndet. Det finns speciella mottagningar för förlossningsrädsla eller specialutbildad personal som kan erbjuda stöd vid svår förlossningsrädsla.

## Efter förlossningen
Postpartumperioden eller barnsäng (ibland postpartumtiden, barnsängstiden eller puerperaltiden) är tiden omedelbart efter en förlossning. Ur obstetrisk synpunkt är detta liktydigt med den tid efter förlossningen, som åtgår för könsorganens återbildning till tillståndet före graviditetens början, vilket i regel omfattar sex veckor.